# معبد بودا، پرونجری

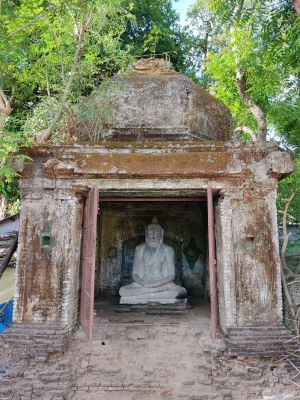
خانقاه بودا، پرونجری

خانقاه بودا معبدی می باشدکه به بودا در پرونگری، ناحیه مایلا دوتورای، تامیل نادو ، هند تخصیص یافته است. 

## محل
این خانقاه، جزعی از معابد بودا در تامیل نادو ، در پرونگری در جاده مایلادوتورای - تیرووارور در فاصله ۰.۵کیلومتری در جاده سوندرا پانچاوادی-کیلیانور واقع شده . 

## مجسمه
مجسمه بودا در این معبد 5 و 3 اینچ ارتفاع دارد. در پایه مجسمه، کتیبه ای نه چندان واضح تامیلی یافت می شود. پیش از این این مجسمه در فاصله یک فریم از این مکان پیدا شده بود.  خصوصیت های نمادین معمولی مثل پیچ‌دار، شعله روی سر، گوش‌های بلند و لباس فوقانی در این مجسمه به چشم می خورد.

## ریشی
قبل از این، این خانقاه به اسم خانقاه ریشی نام برده می شدمی شد.

## عبادت
این خانقاه هم اکنون تحت پرستش می باشد.  مردم محلی در این خانقاه چراغ روشن می نمایند.